# Comté de Taylor (Texas)
Pour les articles homonymes, voir Comté de Taylor.
Ne doit pas être confondu avec la ville de Taylor, au Texas.
Le comté de Taylor, en anglais : Taylor County, est un comté situé au centre de l'État du Texas aux États-Unis. Fondé le 1er février 1858, son siège de comté est la ville d'Abilene. Selon le recensement des États-Unis de 2020, sa population est de 143 208 habitants. Le comté a une superficie de 2 380,9 km2, dont 2 371,2 km2 en surfaces terrestres. Il est nommé en l'honneur de trois frères (Edward, George et James Taylor) qui sont morts au siège de Fort Alamo.

## Organisation du comté
Le comté de Taylor est créé le 19 novembre 1876, à partir des terres des comtés de Bexar, Travis et Young et d'une petite partie de terres rattachées au comté de Bosque. Après plusieurs réorganisations foncières, il est définitivement organisé et autonome, le 3 juillet 1878.
Il est baptisé en l'honneur de trois frères, Edward, James et George Taylor, morts à l'occasion du siège de Fort Alamo,,.

## Géographie
Le comté de Taylor est situé au centre de l'État du Texas, aux États-Unis,.
Il a une superficie totale de 2 380,9 km2, composée de 2 371,2 km2 de terres et de 9,7 km2 de zones aquatiques.

## Comtés adjacents
| Comté de Mitchell | Comté de Jones   | Comté de Shackelford |
| Comté de Nolan    | comté de Taylor  | Comté de Callahan    |
|                   | Comté de Runnels |                      |

## Démographie

Pyramide des âges du comté de Taylor (2000).

Lors du recensement de 2010, le comté comptait une population de 131 506 habitants. En 2017, la population est estimée à 136 290 habitants,.

## Galerie

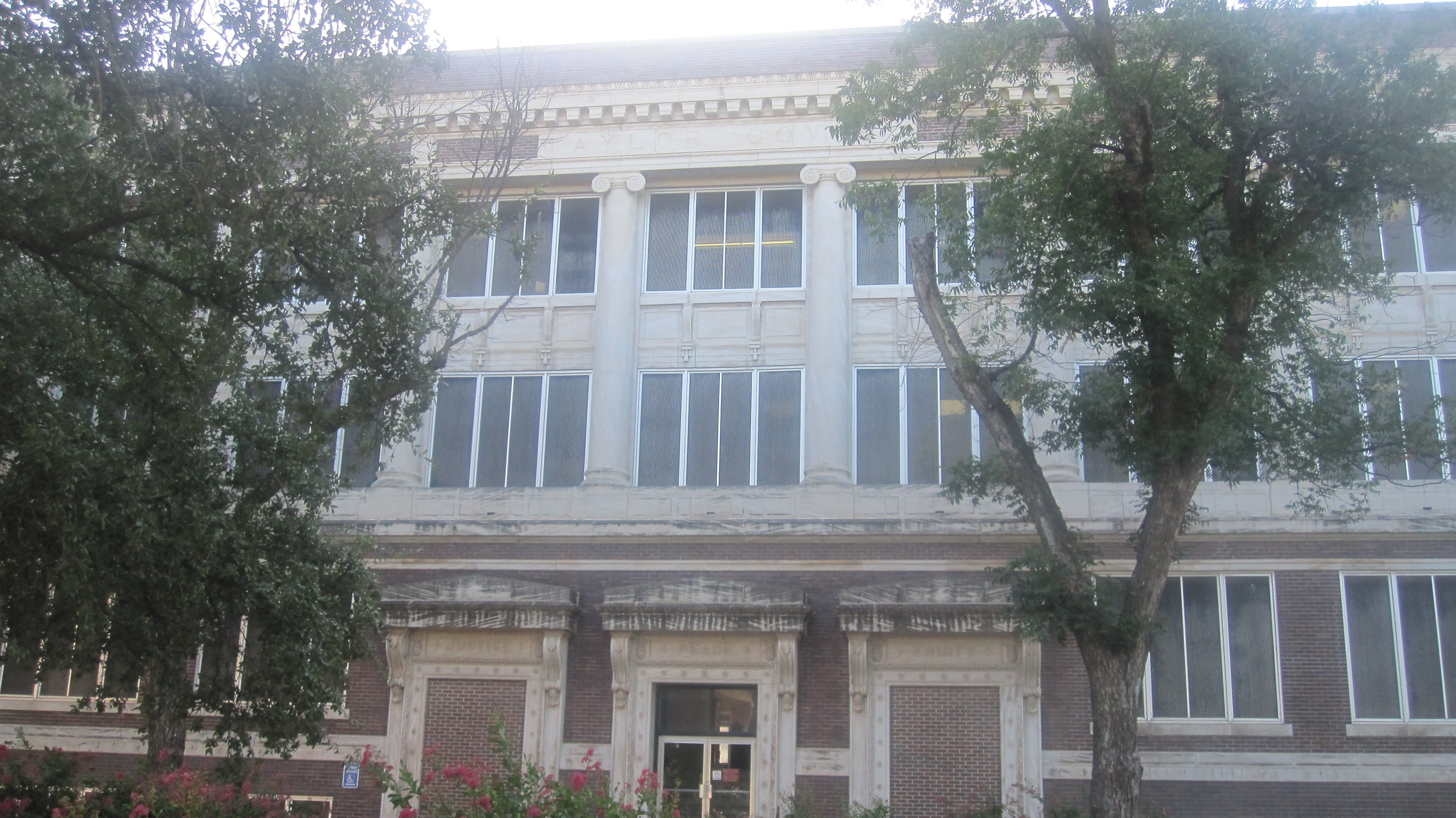
L'ancien palais de justice à Abilene.